# Friedrich Carl Heinrich von Schwerin
Graf Friedrich Carl Heinrich von Schwerin (* 17. September 1768 in Wolfshagen bei Prenzlau; † 28. Mai 1805 in Aurich) war Präsident der Kriegs- und Domänenkammer in Aurich. Er war Namensgeber für Schwerinsgroden (Eindeichung 1804) und Schwerinsdorf (Gründung 1802).
Seine Eltern waren Otto Alexander von Schwerin (* 20. März 1737; † 17. März 1819) und dessen Ehefrau Sophie Dorothee von Bissing (* 18. November 1733; † 31. Januar 1801). Er hatte noch zwei Brüder: Johann Christoph Herrmann (1776–1858) wurde preußischer Generalmajor, Wilhelm Werner Otto (1773–1815) fiel als Husaren-Oberst bei Belle-Alliance.
Schwerin entschied sich für den preußischen Zivildienst und kam 1793 als Kriegs- und Domänenrat nach Aurich. Er sollte dort die Nachfolge des Präsidenten Colomb († 1797) antreten. Die politische Situation seiner Zeit war sehr angespannt, in Frankreich war die Französische Revolution ausgebrochen und 1795 wurde in den Niederlanden die Batavische Republik gegründet. Das preußische Ostfriesland lag am Rand des Reiches und erhielt wenig Unterstützung aus Berlin. Den Gebietserwerbungen nach der Dritten Polnischen Teilung galt damals die Aufmerksamkeit der preußischen Politik. 1798 wurde er dann auch formal Präsident der Kriegs- und Domänenkammer.
Schwerin gelang es so nicht, die Behörde zu modernisieren. Er widmete sich daher anderen Projekten. Er brachte hochmoderne Gartenarchitektur nach Ostfriesland, wo er den Park von Schloss Lütetsburg neu gestaltete. Das Auricher Schloss ließ er mit öffentlichen Spazierwegen versehen. Außerdem verwendete er Gelder, die durch die Vernichtung von Alt-Akten angefallen waren, um den ehemaligen fürstlichen Tiergarten (heute: Eschener Gehölz) in einen Park umzuwandeln. Er muss insgesamt gute Arbeit geleistet haben, denn 1803 versetzte ihn der preußische Minister Ferdinand von Angern als Präsident in die bedeutende Kriegs- und Domänenkammer nach Magdeburg. Sein Nachfolger in Aurich wurde Ludwig von Vincke, dieser wurde aber bereits 1804 nach Münster versetzt. Schwerin nutzte die Gelegenheit und ließ sich nach Aurich zurückversetzen.
In einem Anfall von Schwermut tötete er sich am 28. Mai 1805 in Aurich selbst.